# Laupa
Laupa est un village estonien de la commune de Türi, dans le comté de Järva au centre du pays. 
Il est situé à l'ouest du comté, près du fleuve Pärnu. Il se trouve à 111 kilomètres de la capitale Tallinn ; la ville la plus proche est Paide, chef-lieu du comté, à 17,6 kilomètres au nord-est. Il est traversé par la route nationale 5. Le point culminant est à 75 mètres au-dessus du niveau de la mer.
D'une superficie de 30,45 kilomètres carrés, il comptait 235 habitants lors du recensement de 2006, et 185 lors de celui de 2019. 
Il est connu pour son château néobaroque : le premier bâtiment date du début du XVIIe siècle ; détruit par un incendie en 1905, il est reconstruit de 1910 à 1913 pour la famille von Taube par Jacques Rosenbaum dans un style néo-baroque éclectique avec de fortes influences Art nouveau et néo-rococo.

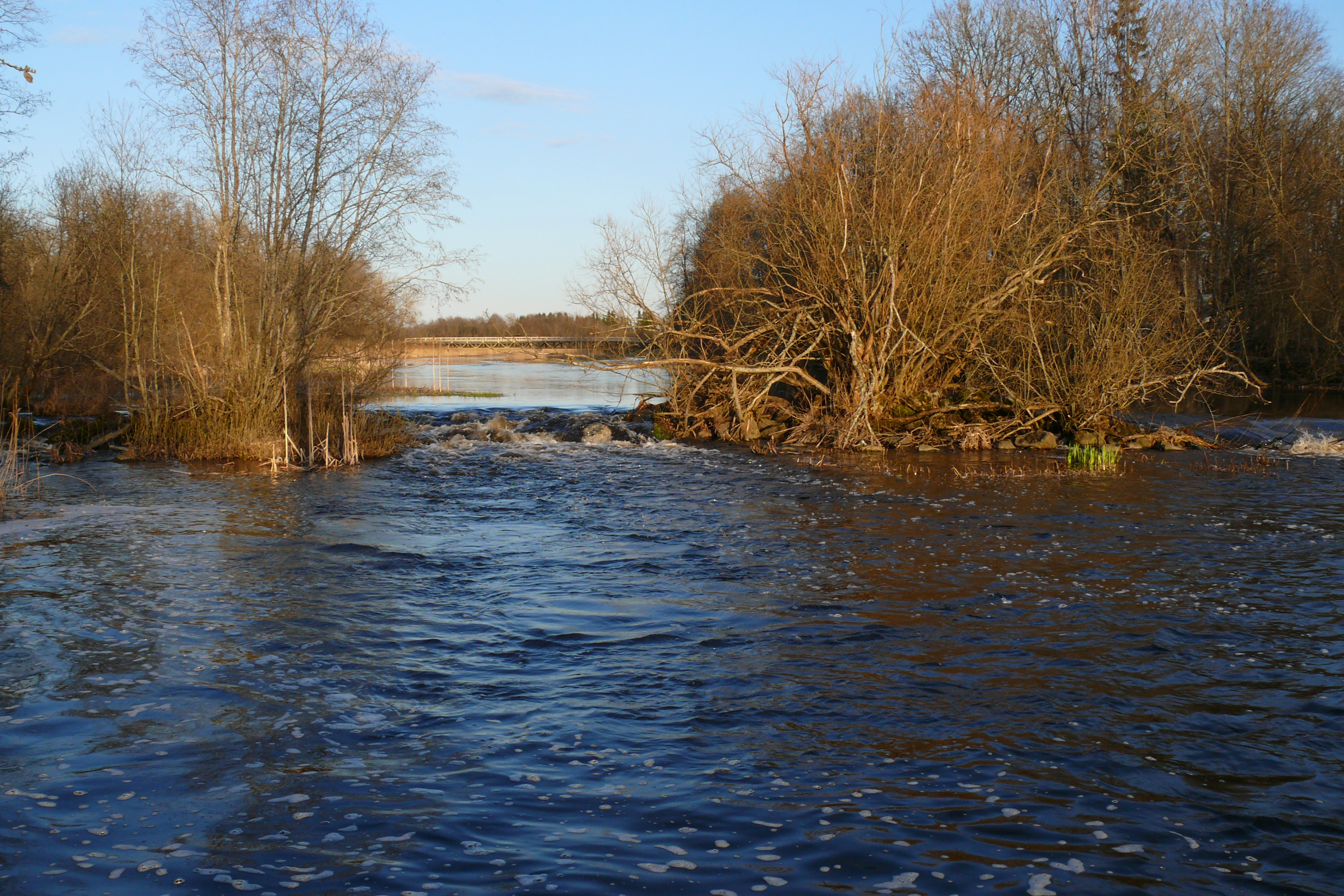
Le fleuve Parnü à Laupa.
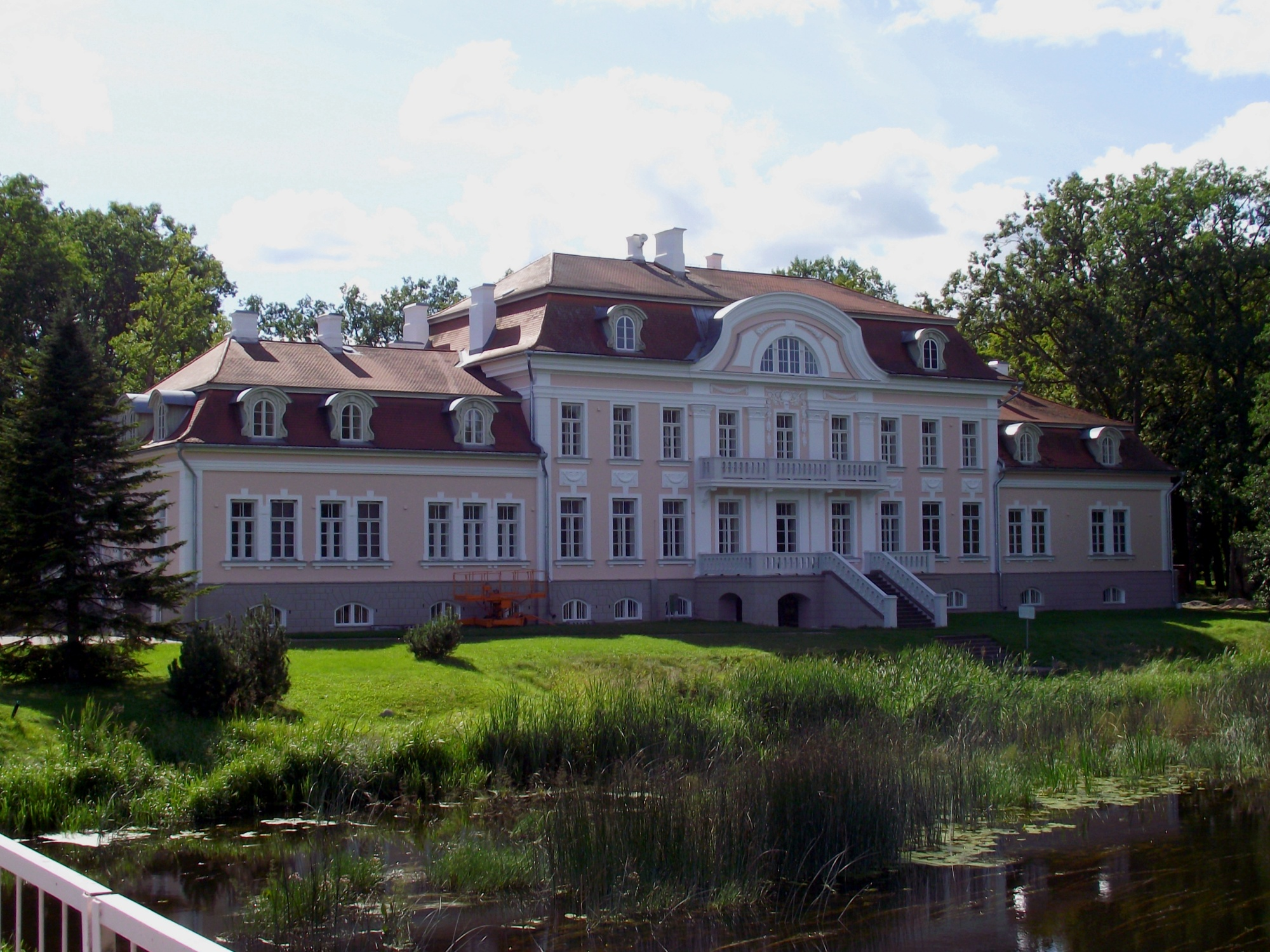
Façade arrière du château de Laupa, au bord du Parnü.
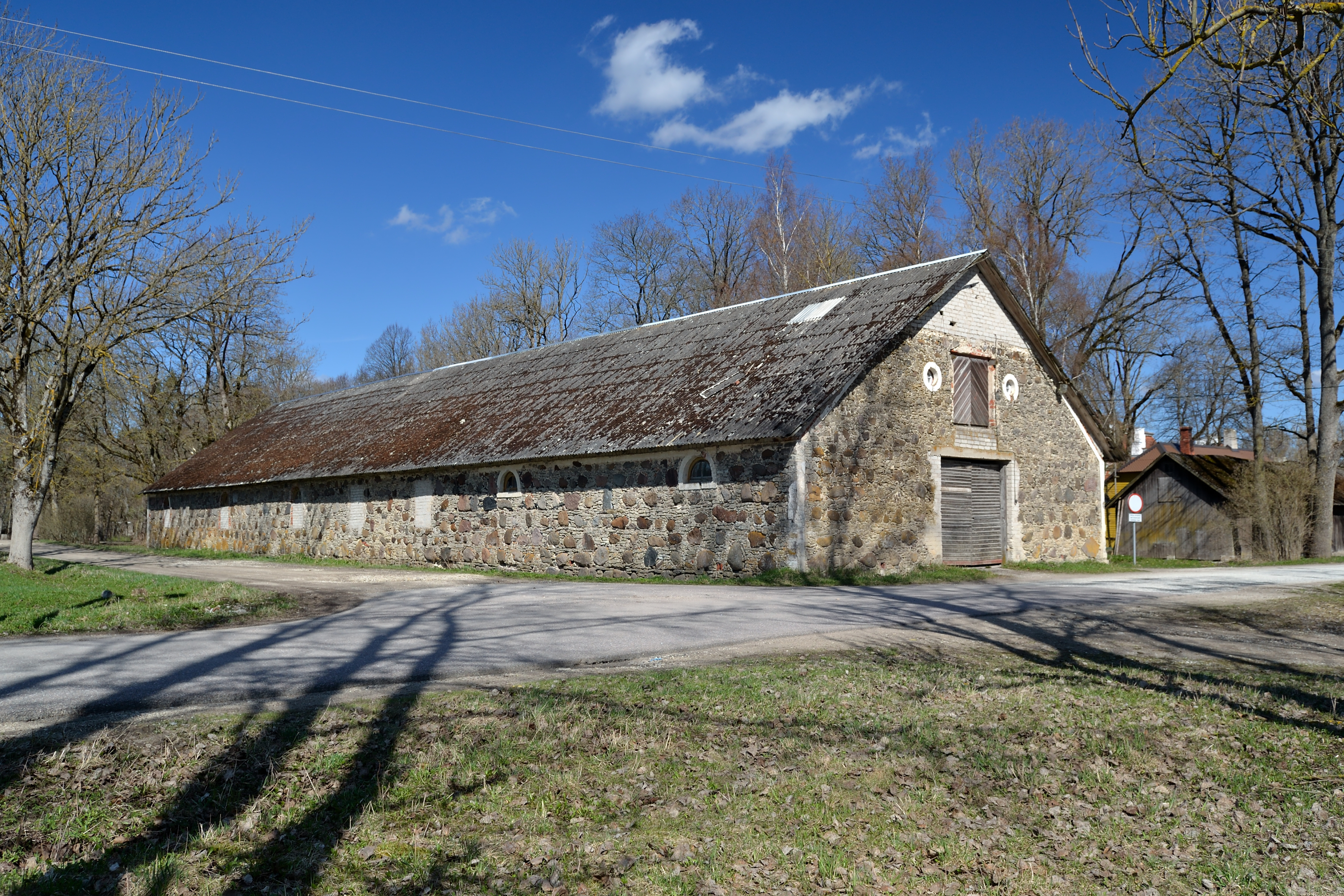
Écurie du château de Laupa.
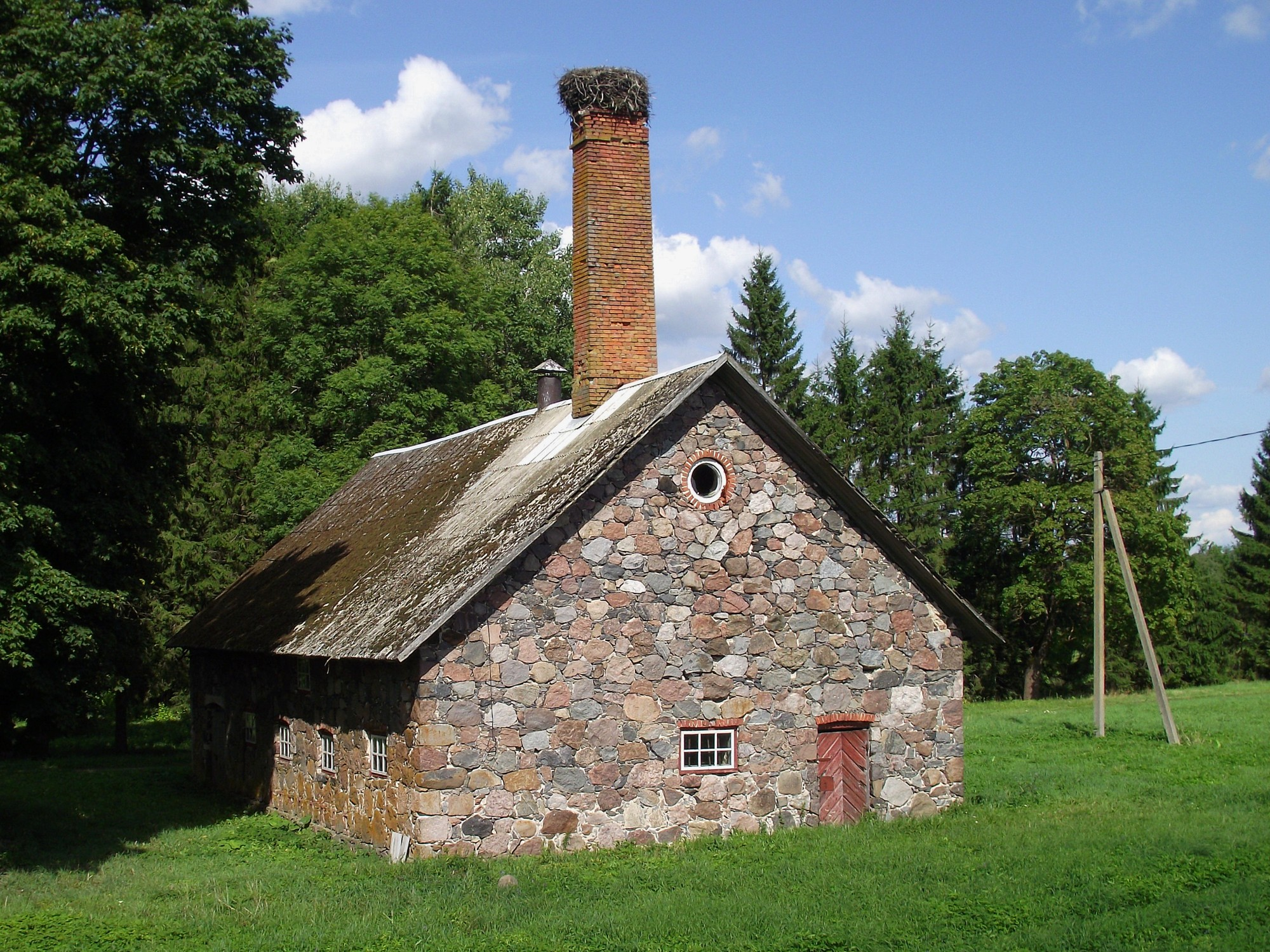
Séchoir du château de Laupa